# SPARK (上原ひろみ ザ・トリオ・プロジェクトのアルバム)
『SPARK』（スパーク）は、上原ひろみ ザ・トリオ・プロジェクト（上原ひろみ、アンソニー・ジャクソン、サイモン・フィリップス）が2016年2月3日にコンコード・レコードからリリースした4枚目のジャズ・アルバム。
上原は本作について「幹から枝が出るような、あるいは火花が飛び散るようなオープニングから、旅が始まり運命に導かれ、また新しい始まりに向かうという物語」「作品を通してひとつの物語 … 何かに心が突き動かされ、そこから派生していく物語を描きたかった」と語っている。
上原が本作の構想を練り始めたのは、3人で前作『ALIVE』のツアーをしている頃からだった。上原たち3人の制作スタイルとして、まず曲の原型を3人であれこれと添削してから、レコーディングの3週間くらい前にライブ演奏する。そこでの手ごたえをもとにプロトタイプを作り、さらに即興演奏を加味した第2、第3のプロトタイプを作り、完成したものが収録されることになる。今回は2015年9月のシアトルでのライブから少しずつ曲を披露して観客の反応を確かめ、ワールドツアーの合間の2015年10月中旬に、コネチカットで4日間、連日深夜までかけてレコーディングが行なわれた。
本アルバムはリリース初週に1.3万枚を売り上げ、オリコン週間アルバムランキングで4位に初登場した。同チャートでのジャズ・アルバムのトップ5入りは、2010年の『TAKE YOUR PICK』（ラリー・カールトン & 松本孝弘）、2011年の『DELICIOUS』（JUJU）、2012年の『リトル・ブロークン・ハーツ』（ノラ・ジョーンズ）、2012年の『New Horizon』（Tak Matsumoto）以来5作目であり、ジャズが本籍という点では上原が初となる。

## 収録曲
全作曲：上原ひろみ
1. SPARK
2. イン・ア・トランス
3. テイク・ミー・アウェイ
4. ワンダーランド
5. インダルジェンス
6. ジレンマ
7. ホワット・ウィル・ビー、ウィル・ビー
8. ウェイク・アップ・アンド・ドリーム
9. オールズ・ウェル

### 初回限定盤DVD
1. SPARK (スタジオ・ライヴ映像)
2. ワンダラー (2014年12月、東京国際フォーラム ホールAでのライヴ映像)
3. ALIVE (2014年12月、東京国際フォーラム ホールAでのライヴ映像)

## クレジット
- 上原ひろみ - ピアノ、キーボード
- アンソニー・ジャクソン - コントラバス・ギター（英語版）
- サイモン・フィリップス - ドラムス
- プロデュース - 上原ひろみ & マイケル・ビショップ
- レコーディング・エンジニア - マイケル・ビショップ